# Talássio (prefeito pretoriano)

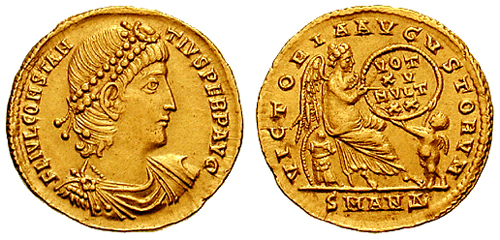
Soldo de r.

Talássio (em latim: Thalassius; m. 353) foi um oficial do século IV, ativo sob o imperador Constâncio II (r. 337–361). Era parente do sofista Libânio, esposo de Teodora e pai de três filhos, Bassiano, Talássio e uma filha de nome desconhecido; somente a última era filha de Teodora. Sabe-se por intermédio das cartas de Libânio que sua família era dona de propriedades na Fenícia e Eufratense.
Talássio aparece pela primeira vez em 345, quando foi citado como um dos condes de Constâncio. Era o líder de uma delegação ao imperador Constante I (r. 337–350) em Petóvio, provavelmente realizada entre 343 e 346. Antes da Batalha de Mursa Maior de 28 de setembro de 351, Talássio e Latino estavam na corte, mas ausentaram-se dum banquete imperial no qual o emissário Filipo foi detido pelo usurpador Magnêncio (r. 350–353). No final de 351, participou de uma comissão, ao lado de Daciano, Cereal, Tauro, Marcelino, Evâncio, Olimpo e Leôncio, na qual o herético Fotino foi julgado em ou próximo de Sirmio.
Em 351, foi nomeado por Constâncio II como prefeito pretoriano do Oriente em substituição de Constâncio Galo, que fora elevado à posição de césar. Ele recebeu uma carta de Libânio, que estava em Constantinopla, solicitando sua intervenção para que fosse transferido novamente para Antioquia. Ainda estava em ofício em 353, quando enviou ao imperador relatórios desfavoráveis de Galo, mas morreu logo depois. Talássio foi postumamente louvado por sua suavidade com os grandes e pequenos, muito embora fosse chamado como "arrogante ingênuo" (adrogantis ingenii).